# 波纹巴非蛤
是帘蛤目帘蛤科横帘蛤属的一种。主要分布于印度尼西亚、马来西亚、韩国、中国大陆、台湾，常栖息在潮间带至潮下带0.5－44米的泥沙底。